# Gustav von Stiehle

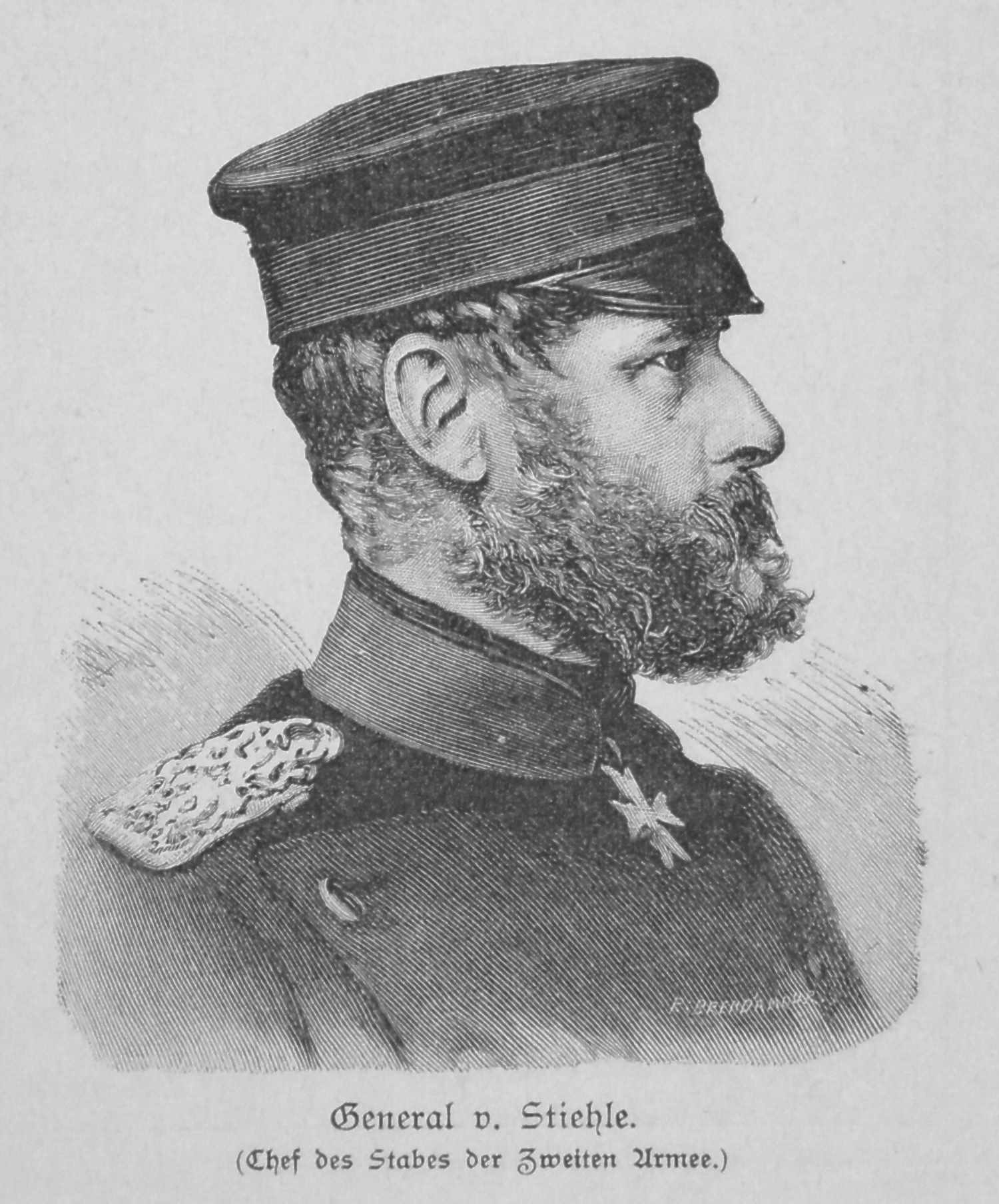
General von Stiehle

Friedrich Wilhelm Gustav Stiehle, seit 1863 von Stiehle (* 14. August 1823 in Erfurt; † 15. November 1899 in Berlin) war ein preußischer General der Infanterie.

## Leben

### Herkunft
Gustav war der Sohn des preußischen Generalleutnant Friedrich von Stiehle (1791–1874) und dessen Ehefrau Elisabeth Friederike Karoline, geborene Töpke.

### Militärkarriere
Stiehle besuchte das Pädagogium in Halle sowie das Gymnasium in Erfurt. Er trat dann am 11. Februar 1840 als Musketier in das 21. Infanterie-Regiment der Preußischen Armee ein und avancierte Ende Februar 1841 zum Sekondeleutnant wurde. Von 1844 bis 1847 besuchte er die Allgemeine Kriegsschule in Berlin und nahm 1848 an den Auseinandersetzungen in der Provinz Posen teil. Er war von 1852 bis 1855 zur trigonometrischen Abteilung des Generalstabs versetzt und wurde 1859 zum Major befördert, nachdem er 1858 Chef im 7. Infanterie-Regiment war. Stiehle organisierte als Direktor die neu errichteten Kriegsschulen in Potsdam und Neisse und übernahm 1860 die Leitung der kriegsgeschichtlichen Abteilung des Großen Generalstabs.  
1864 nahm er im Stab des Generalfeldmarschalls von Wrangel am Krieg gegen Dänemark teil. Er besiegelte den Anfang und das Ende dieses Krieges. So suchte er am 31. Januar 1864 den Oberbefehlshaber der dänischen Truppen Christian Julius de Meza im Prinzenpalais in Schleswig auf um ihn ein Schreiben des Feldmarschalls Friedrich von Wrangel zu überbringen.

„Major von Stiehle, mit Überbringung dieses Schreibens beauftragt, passierte am Morgen des 31. (Januar 1864 Anm. d. Verf.) die Eider. Ungehindert durch dänische Wachtposten, legte er den Weg, der ihn mitten durch die formidablen Verschanzungen des Dannewerks dindurchführten, in einen offen Wagen zurück und hielt alsbald, nachdem er von den Bewohnern der schleswiger Vorstadt Friederichsberg mit lautem Jubel begrüßt worden war, vor dem ehemaligen Palais des Prinzen von Noer (dich bei Schloss Gottorp), worin General de Meza sein Hauptquartier aufgeschlagen hatte. General de Meza empfing das Schreiben des Feldmarschals aus den Händen des Majors, las, zuckte zusammen und suchte die Überraschung, der er nicht ganz Herr werden konnte, hinter dem entfalteten Schreiben zu verbergen. Rasch sich wieder fassend, antwortete er mit jener Festigkeit, wie sie dem bewährten Soldaten geziemt: ‚Will der Feldmarschall Gewalt anwenden, - nun wohl, hier stehen wir und sind bereit, ihn mit den Waffen zu empfangen.‘“

Ebenfalls unterschrieb er am 18. Juli 1864 die Waffenstillstandsurkunde zwischen Preußen, Österreich und Dänemark in Christiansfeld.
Stiehle nahm 1866 am Deutschen Krieg teil und kämpfte als Oberst bei Hühnerwasser, Münchengrätz sowie in der Schlacht bei Königgrätz. Dann nahm er an den Verhandlungen des Nikolsburger Vorfriedens teil und leitete die nach dem Prager Frieden folgenden militärischen Schlussverhandlungen.

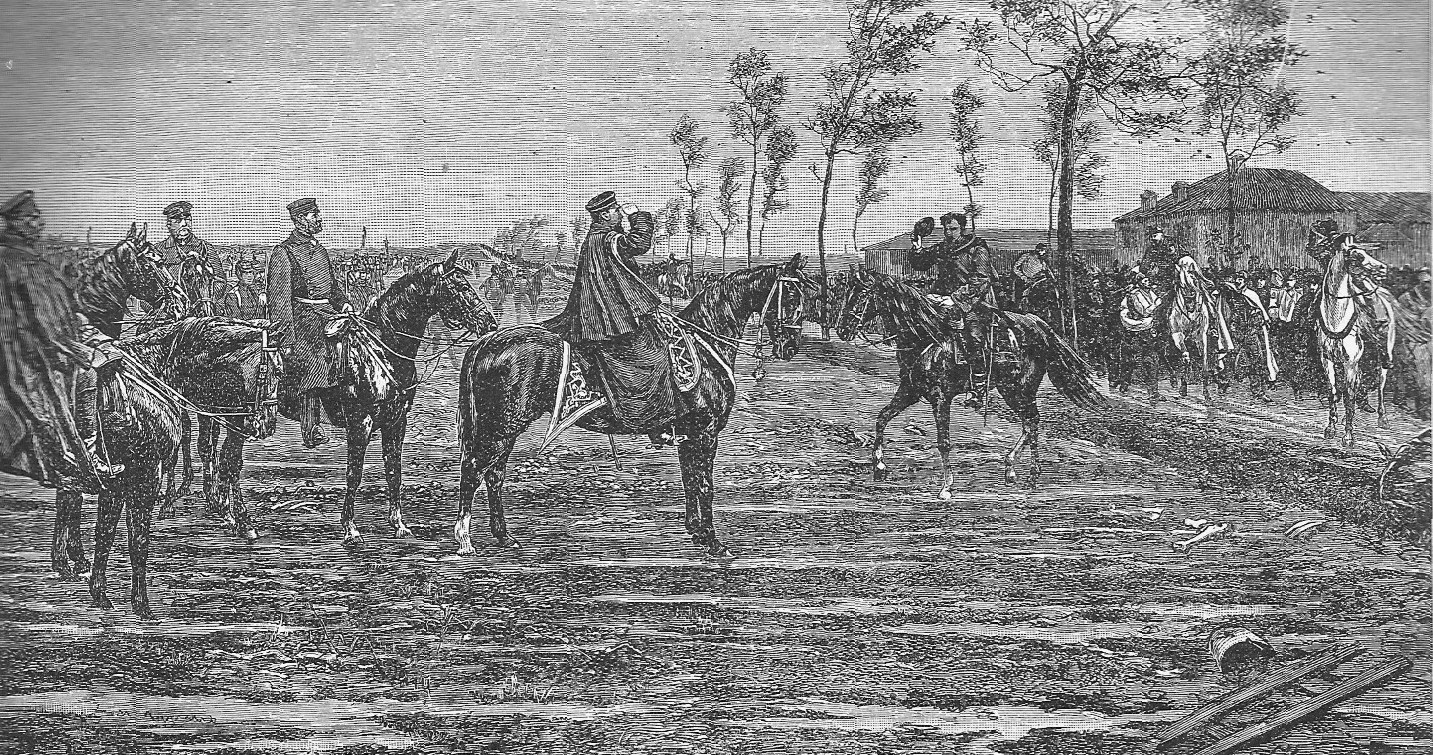
Übergabe von Metz. Oberst von Wichmann, General Fransecky, General von Stiehle, Friedrich Karl von Preußen, General Desvaux

Mit der Mobilmachung zum Krieg gegen Frankreich wurde Stiehle Chef des Generalstabs der 2. Armee und kurz darauf am 26. Juli 1870 zum Generalmajor befördert. Während der Kampfhandlungen nahm er an den Schlachten von Gravelotte, Beaune-la-Rolande, Orléans und Le Mans sowie an der Belagerung von Metz teil. Mit dem französischen General Louis Jarras (1811–1890) schloss er die Kapitulation von Metz ab. Mehrfach konnte er sich während des Krieges auszeichnen und erhielt u. a. am 6. Oktober 1870 das Eiserne Kreuz I. Klasse sowie am 18. Januar 1870 das Eichenlaub zum Pour le Mérite.
Nach dem Krieg war Stiehle von 1873 bis 1875 Inspekteur der Jäger und Schützen. Ab 28. Oktober 1875 fungierte Stiele als Kommandeur der 7. Division und wurde kurz darauf am 4. November zum Generalleutnant befördert. Als solcher erfolgte am 22. März 1877 unter Belassung in diesem Kommando seine Ernennung zum Generaladjutanten von Kaiser Wilhelm I. Sein Kommando gab Stiehle am 17. August 1881 ab und übernahm als Kommandierender General das V. Armee-Korps. In dieser Stellung erfolgte dann am 9. Juni 1884 die Beförderung zum General der Infanterie. Am 21. März 1886 gab Stiehle das Korps ab und erhielt anschließend den Posten als Chef des Ingenieur- und Pionierkorps und Generalinspekteur der Festungen. Am 4. September 1888 stellte man Stiehle unter Belassung als Generaladjutant zur Disposition sowie à la suite des Ingenieur- und Pionierkorps.
Stiehle verstarb am 15. November 1899 mit 76 Jahren in seiner Wohnung in der Roonstraße 9 in Steglitz.

### Familie
Stiehle heiratete am 4. September 1871 Hermine Johanna Luise von Vinke (* 1834). Sie war die Adoptivtochter von Karl Friedrich von Vincke (1800–1869) und leibliche Tochter von dessen jüngerem Bruder Johann Wilhelm Philipp von Vincke (1802–1861).

## Ehrungen
Am 6. August 1863 wurde sein Vater in den erblichen preußischen Adelsstand erhoben. Es wurde bestimmt, dass die Festung Pillau in Pillau den Namen Gustav von Stiele zu tragen hatte. Außerdem erhielt er zahlreiche Orden und Ehrenzeichen. Neben dem höchsten preußischen Tapferkeitsorden, dem Pour le Mérite, war er u. a. Inhaber von:
- Russischer Orden des Heiligen Georg, Ritter IV. Klasse am 8. November 1870
- Verdienstorden Philipps des Großmütigen, Großkreuz mit Schwertern am 26. Dezember 1870
- Albrechts-Orden, Großkreuz am 6. Januar 1872
- Schwertorden, Großkreuz-Kommandeur am 5. Dezember 1872
- Orden der Eisernen Krone, Ritter I. Klasse am 5. Dezember 1872
- Königlicher Hausorden von Hohenzollern, Großkomtur-Kreuz am 13. September 1882
- Roter Adlerorden, Großkreuz mit Eichenlaub und Schwertern am Ringe am 23. Januar 1887